# Schallfeldgröße
| Schallgrößen |
| --- |
| - Schallauslenkung {\displaystyle \xi } - Schalldruck {\displaystyle p} - Schalldruckpegel {\displaystyle L_{p}} - Schallenergiedichte {\displaystyle E} - Schallenergie {\displaystyle W} - Schallfluss {\displaystyle q} - Schallgeschwindigkeit {\displaystyle c_{\text{S}}} - Schallimpedanz {\displaystyle Z} - Schallintensität {\displaystyle I} - Schallleistung {\displaystyle P_{\text{ak}}} - Schallschnelle {\displaystyle v} - Schallschnelleamplitude {\displaystyle v} - Schallstrahlungsdruck |

Schallfeldgrößen sind physikalische Wechselgrößen, die zur Beschreibung des Zustands eines Schallfeldes verwendet werden. Zu den Schallfeldgrößen gehören:
- der Schalldruck und die abgeleitete logarithmische Größe Schalldruckpegel
- die Schallschnelle und die abgeleitete logarithmische Größe Schallschnellepegel
- die Schallauslenkung
- die Schallbeschleunigung (Partikelbeschleunigung)
- der Schallfluss.

Die Beschreibung eines Schallfelds kann auch über andere hydrodynamische Kenngrößen erfolgen, z. B. über die Schwankungen der Dichte oder der Temperatur.
Neben den Schallfeldgrößen werden auch Schallenergiegrößen (z. B. die  Schallintensität) betrachtet.